# يوشان نجياتي
يوشان نجياتي (بالصينية: 尼加提·玉山) (مواليد 1 يوليو 1986) هو ملاكم صيني، مثّل بلاده في الألعاب الأولمبية الصيفية 2008.

## روابط خارجية
يوشان نجياتي على موقع اللجنة الأولمبية الدولية (الإنجليزية)
- يوشان نجياتي على موقع أوليمبيديا (الإنجليزية)